# Deb Haaland
Debra Anne Haaland, detta Deb (Winslow, 2 dicembre 1960) è una politica statunitense, segretaria degli Interni sotto la presidenza Biden dal 2021 al 2025.
È stata anche membro della Camera dei Rappresentanti per lo stato del Nuovo Messico dal 2019 al 2021.

## Biografia
Nata in Arizona, figlia di una nativa americana della tribù Pueblo e di John David ‘Dutch’ Haaland, Deb Haaland crebbe con i suoi tre fratelli. Laureatasi in giurisprudenza presso l'Università del Nuovo Messico, fu amministratrice tribale di San Felipe Pueblo.
Entrata in politica con il Partito Democratico, nel 2014 fu candidata alla carica di vicegovernatore del Nuovo Messico, ma il ticket composto da lei e dal candidato governatore Gary King perse contro quello repubblicano formato da Susana Martinez e John Sanchez.
Nel 2015 la Haaland fu eletta presidente del Partito Democratico del Nuovo Messico e restò in carica per un mandato di due anni.
Nel 2018 annunciò la propria candidatura alla Camera dei rappresentanti per il seggio lasciato da Michelle Lujan Grisham, candidatasi alla carica di governatore del Nuovo Messico. La Haaland riuscì a prevalere sull'avversaria repubblicana con un margine di scarto di oltre venti punti percentuali e divenne così la prima donna nativa americana ad essere eletta al Congresso, insieme alla collega del Kansas Sharice Davids.

### Segretario degli Interni
Il 17 dicembre 2020 è stata nominata da Joe Biden come segretario degli Interni nella sua nuova amministrazione. Viene confermata dal Senato il 15 marzo 2021 con 51 sì e 40 no, prestando giuramento due giorni dopo. Il giorno stesso della sua conferma al Senato rassegna le dimissioni da deputata.

## Vita privata
Haaland ha una figlia, Somáh, che ha cresciuto da sola. Cattolica, gli hobby di Haaland includono la maratona e la buona cucina.